# Biosphère (Montréal)
Ne pas confondre avec le Biodôme de Montréal.
Pour les articles homonymes, voir Biosphère (homonymie).
La Biosphère est un musée de l'environnement situé sur l'île Sainte-Hélène à Montréal, dans l'ancien pavillon des États-Unis de l'Exposition universelle de Montréal en 1967. À la suite d'une entente avec la ville de Montréal en 1990, c'est Environnement Canada qui reçoit le mandat de définir le concept muséal, de choisir les expositions et d'organiser l'animation et la gestion du musée.
La conception du dôme géodésique de la Biosphère, le plus grand de ce type au monde, a été réalisée par les architectes Richard Buckminster Fuller et Shoji Sadao.

## Mission et thématiques
La Biosphère présente des activités interactives et des expositions qui permettent de mieux comprendre les grands enjeux environnementaux reliés à l'eau, à l'air, aux changements climatiques, au développement durable et à la consommation responsable.

## Caractéristiques
La sphère mesure 76 m de diamètre, et 61 m de hauteur. Elle est réalisée en acier.

## Histoire
Symbole de l'Expo 67, la sphère de l'architecte visionnaire Buckminster Fuller marque un moment capital dans l'histoire de l'architecture contemporaine. Il s'agit du plus important bâtiment de ce type au monde. Sa structure reproduit plus de 75 % de la sphère. Pendant l'exposition universelle de 1967, le bâtiment sera le pavillon des États-Unis qui y présentent sur six étages des « centaines d'artefacts et d'œuvres d'art témoignant du génie américain, ainsi que des engins spatiaux utilisés lors des vols Apollo ».
La sphère est le pavillon le plus visité de l'exposition avec 5,3 millions de visiteurs, d'immenses files d'attente pour le visiter et se rendre au sommet de l'édifice via ce qui était à l'époque l'escalier mobile le plus long du monde.
En 1976, un incendie a consumé le revêtement de polymère,. La structure, construite en acier, est demeurée utilisable et constitue tout ce qui reste de l'ancien pavillon.
En 1990, la ville de Montréal élabore un nouveau concept d'aménagement du Parc des îles. Ce nouveau plan met l'accent sur la prédominance de l'eau dans l'environnement de l'ile Sainte-Hélène. C'est dans ce contexte qu'Environnement Canada manifeste son intérêt de s'associer au projet et de participer à sa réalisation. Une entente de collaboration est signée le 9 août 1990 et Environnement Canada s'engage alors à contribuer pour un montant de 17,5 millions de dollars à l'aménagement de l'édifice de la Biosphère.
Le concept muséal mis de l'avant prévoit que le bâtiment sera un endroit « consacré à la mise en valeur, à l’observation, à l’éco-action et à la recherche sur l’eau et l’écosystème Grands Lacs ». L'entente de partenariat prévoit aussi qu'Environnement Canada sera responsable d'élaborer l'ensemble du projet y compris les volets reliés à la mission, aux thèmes et au contenu des expositions ainsi qu'à l'exploitation de la Biosphère pendant une durée de vingt-cinq ans.
Le consortium Équipe ZOOM constitué des firmes Design+Communication inc., Le groupe Média Sciences, Les Productions Métamorphoses inc. et l'architecte Éric Gauthier, remporte par la suite le concours de planification et de réalisation du projet qui nécessite que le concept original de la Biosphère soit respecté tout en réaménageant les espaces intérieurs du bâtiment pour répondre aux besoins du futur musée.
Le musée a été inauguré en 1995. En 2007, la Biosphère change son appellation de musée de l'eau pour musée de l'environnement.
Le 12 avril 2021, après plus de 25 ans à relever du gouvernement du Canada, les activités de la Biosphère sont intégrées à celles du plus grand complexe muséal en sciences de la nature au Canada : Espace pour la vie. Ce service de la ville de Montréal comprend également le Biodôme, l'Insectarium, le Jardin botanique et le Planétarium Rio Tinto Alcan. La Biosphère s'intéresse aux grands enjeux socio-environnementaux contemporains et invite les visiteurs à participer au dialogue entre science, culture, innovation sociale et environnement.

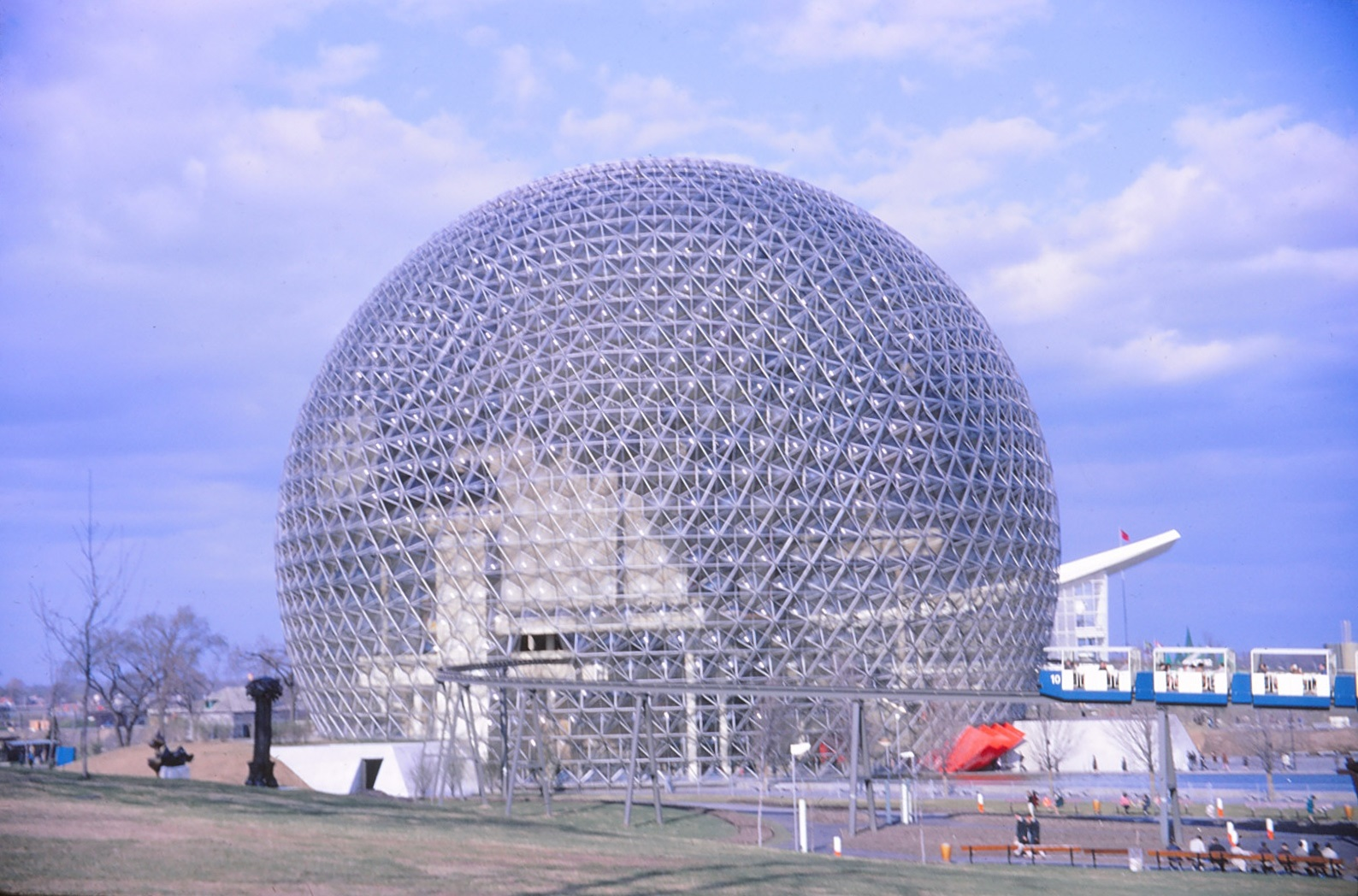
Le Pavillon des États-Unis en 1967.
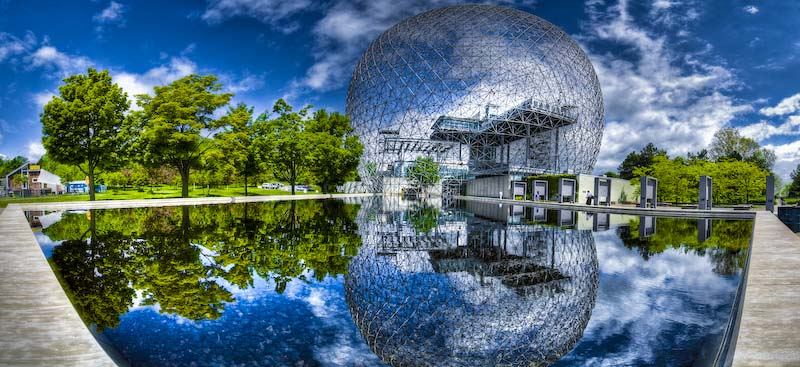
Vue panoramique schématisée de la biosphère.
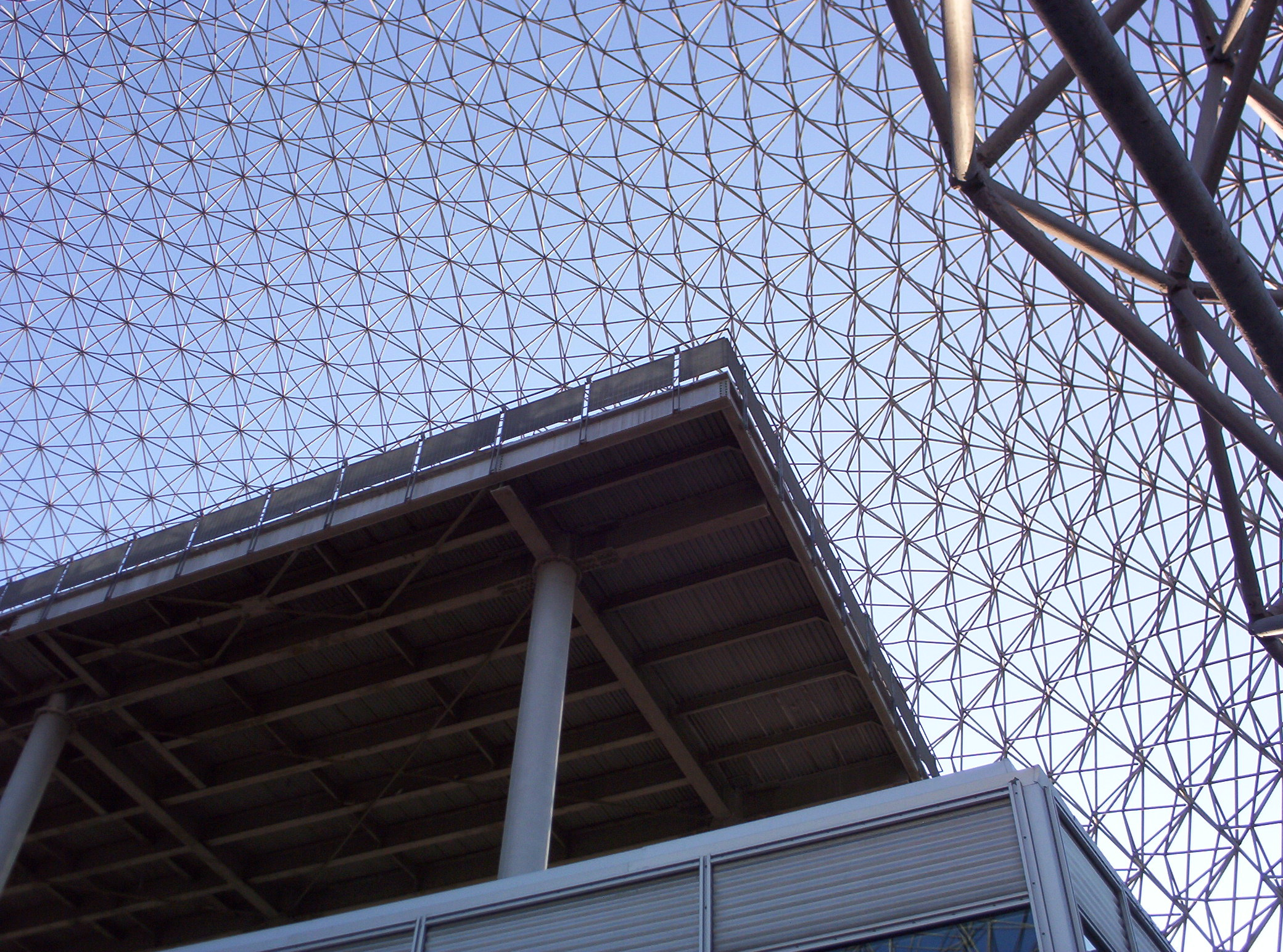
Vue intérieure du dôme.
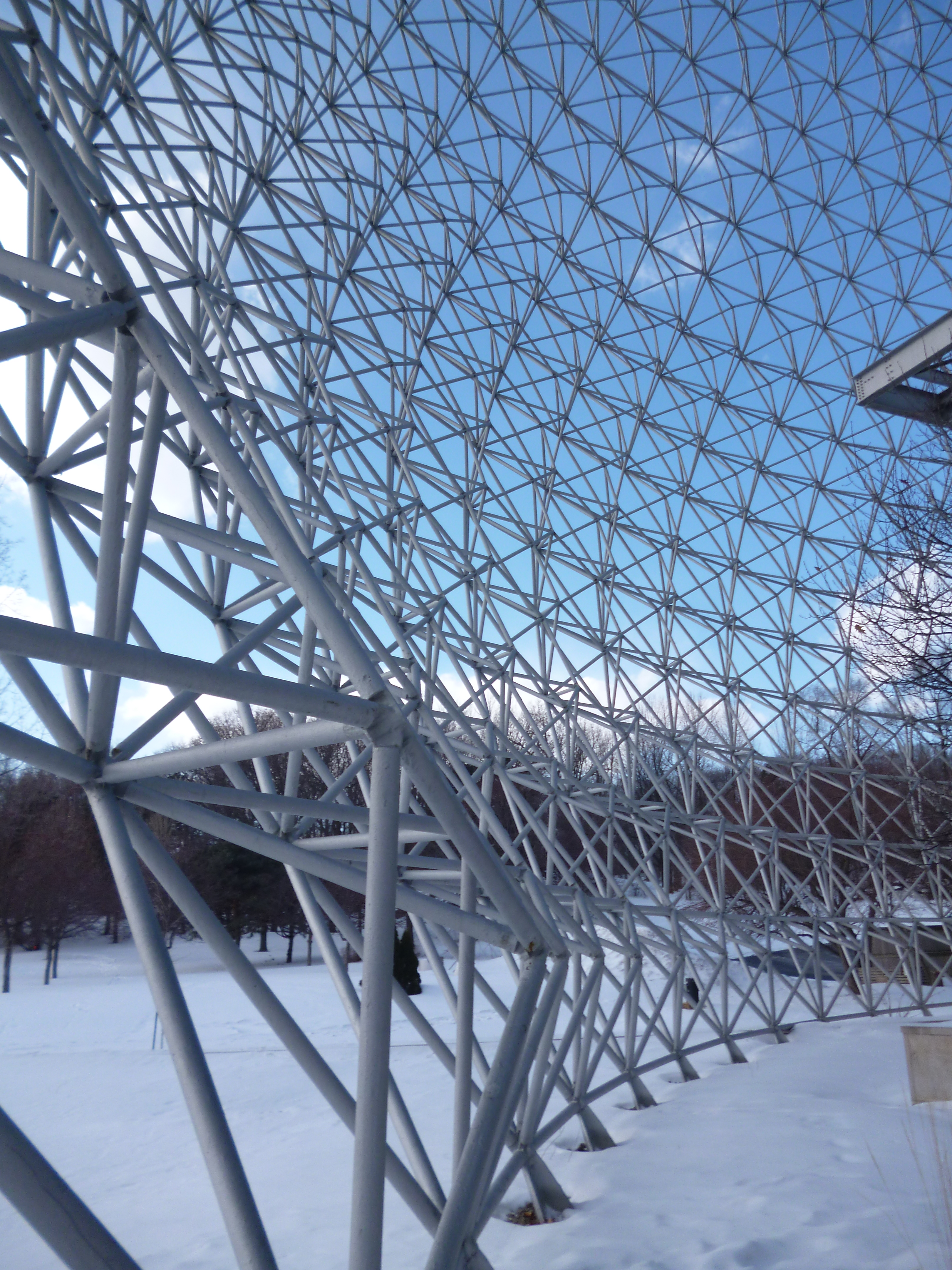
Détail de la structure.
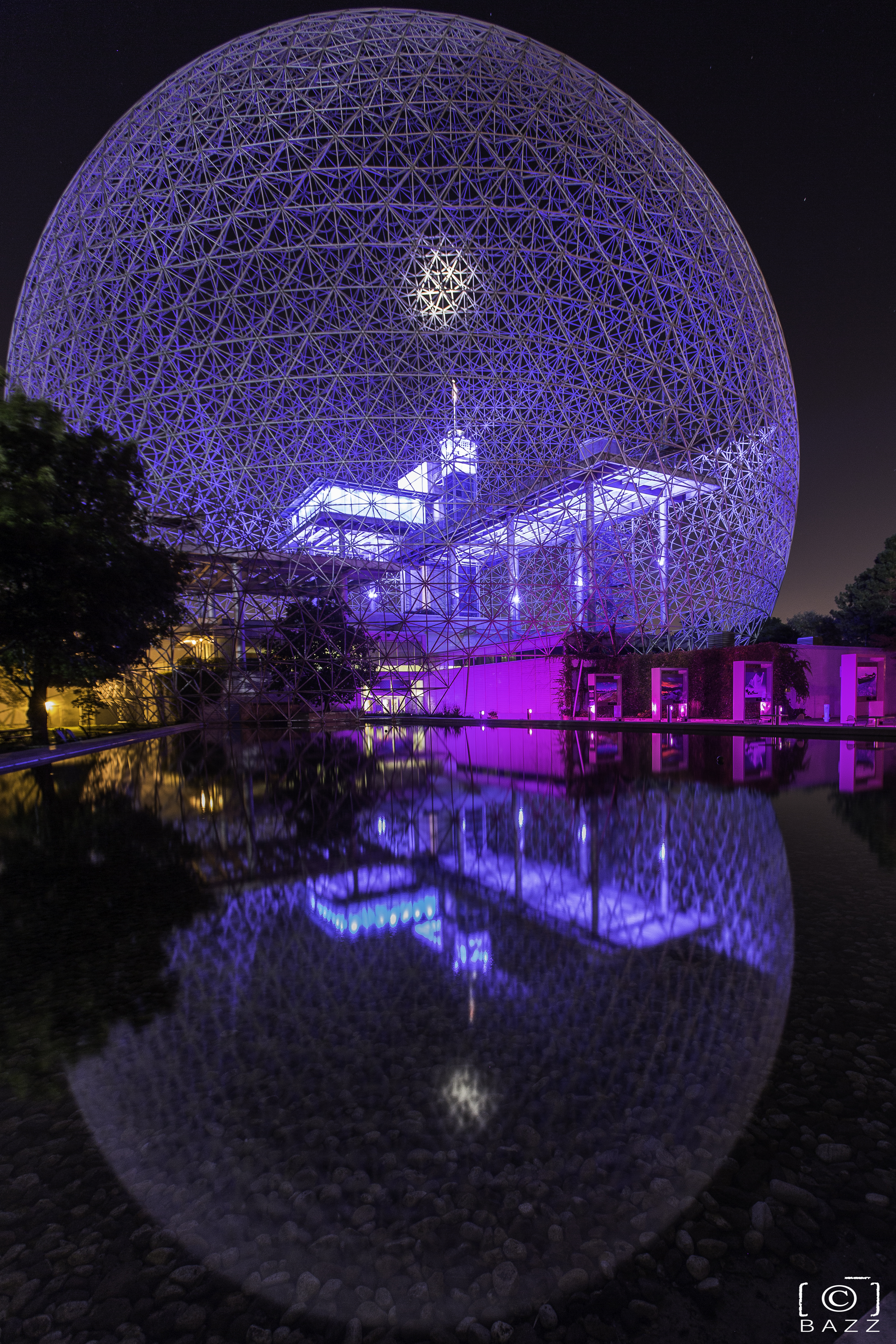
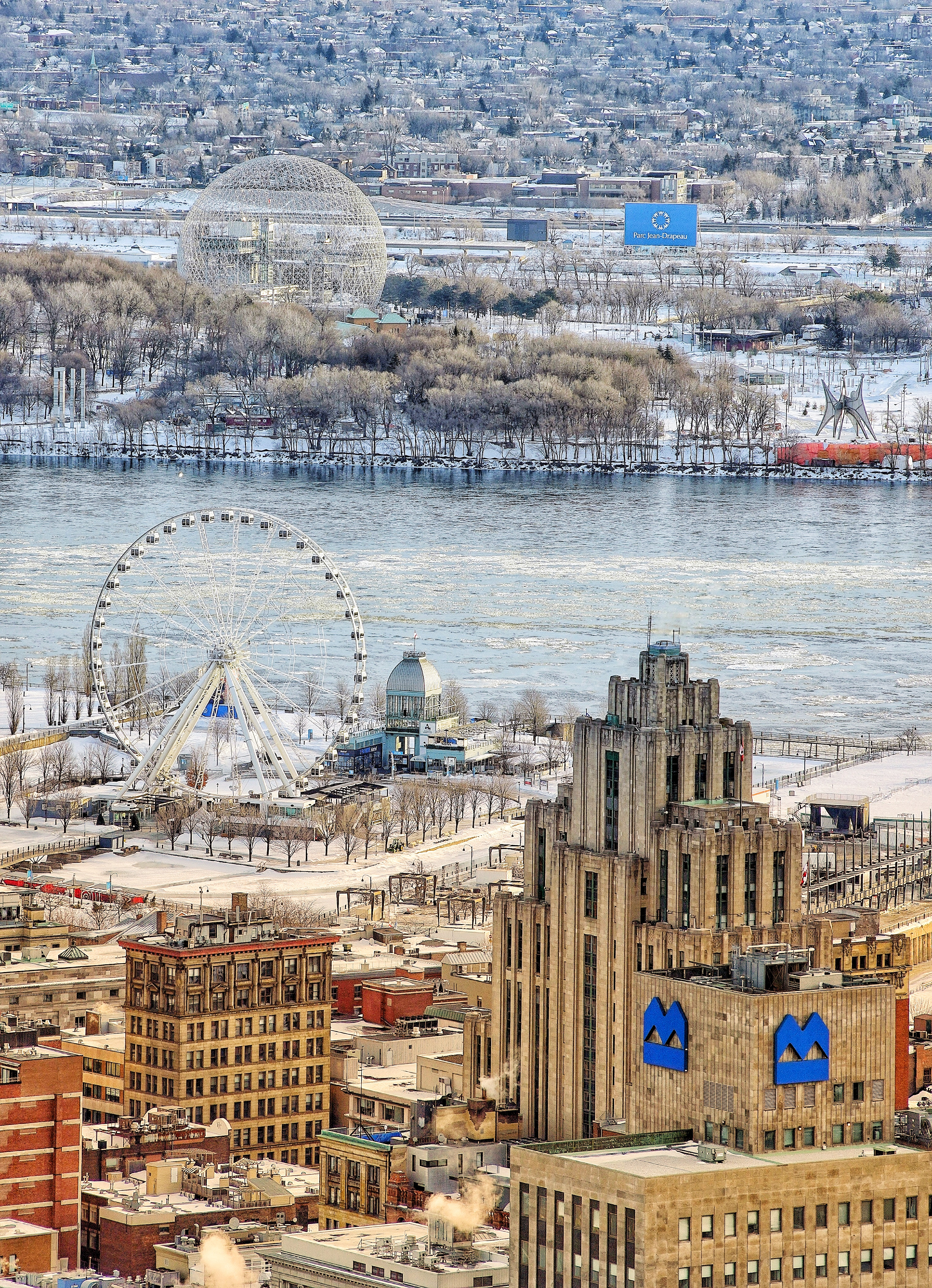
Vue sur la sphère depuis l'observatoire de la Place Ville-Marie, février 2019.

## Dans la culture populaire
- Une scène du film de René Clément La Course du lièvre à travers les champs (1972) a été tournée sur le pont Jacques-Cartier et la Biosphère. Jean-Louis Trintignant fuit à pieds des gitans qui le prennent en chasse. Il trouve refuge dans la Biosphère[réf. souhaitée].
- Un épisode de la série télévisée Battlestar Galactica: Greetings from earth comporte quelques scènes tournées dans la biosphère en 1979, avant des travaux de rénovation[réf. souhaitée].
- La Biosphère se trouve en avant-plan lors de la scène d'ouverture du film de Michael Mohan The Voyeurs (2021)[8].
- Le jeu Civilization VI (dans l'expansion New Frontiers) introduit la Biosphère comme Merveille du monde, où elle augmente l'attrait des cases de marécages et de jungle, et donne des bonus d'électricité et de tourisme[9].
- Le clip « Jeune Demoiselle » de la chanteuse Diam's a été en partie tourné à l'intérieur de Biosphère.

## Exposition

### Une maison-exposition

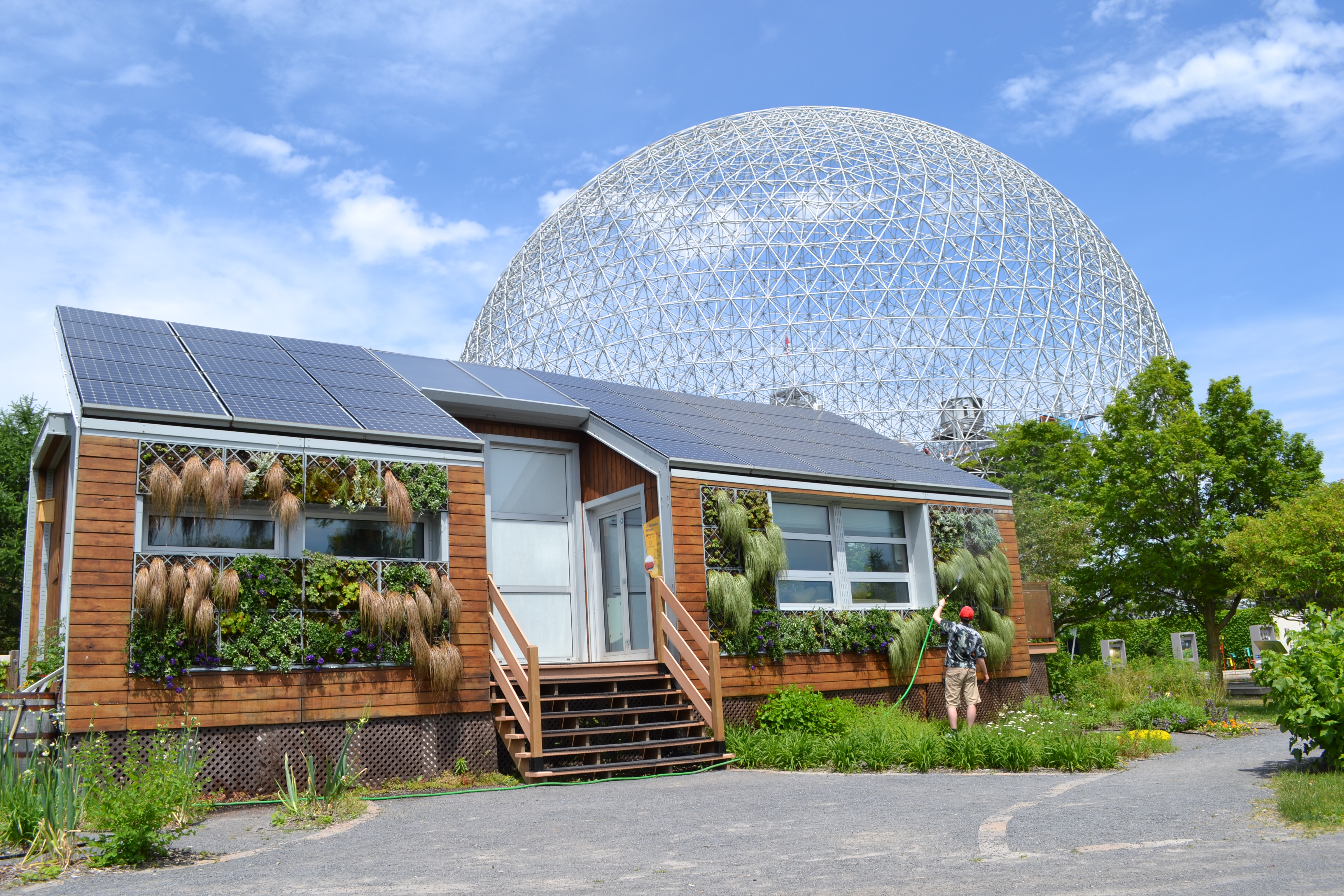
L'exposition de la maison solaire écologique près de la Biosphère.

En 2008, on installe la « maison solaire écologique » tout près de la Biosphère pour y être exposée jusqu'en 2013,. L'objectif de cette maison-exposition est de faire la démonstration qu'il est possible de construire une maison qui respecte l'environnement tout en répondant aux besoins de ses propriétaires. La maison a été construite par une quarantaine d'étudiants en génie et en architecture des universités montréalaises de l’École de technologie supérieure de l'Université de Montréal et de l'Université McGill dans le cadre d'un concours intitulé Décathlon 2007 tenu à Washington par le Département de l’énergie des États-Unis.
Il s'agit d'une habitation dont l'espace habitable est de 80 m2 et qui intègre les dernières nouveautés technologiques en termes de construction et d'efficacité énergétique. Les matériaux de construction choisis, acier pour la structure, utilisation de bois de provenance locale et l'absence d'utilisation de composés chimiques sont les principales caractéristiques de son mode de construction. Les fenêtres utilisent le gaz argon pour améliorer leur efficacité et un mur végétalisé et un toit vert permettent d'améliorer la climatisation du bâtiment. L'aménagement paysager de la maison a aussi été conçu de façon écologique. Des panneaux givrés permettent à la lumière de pénétrer dans la maison tout en ayant l'efficacité énergétique d'un mur.
L'énergie de la maison est produit par des panneaux solaires, et le chauffage radiant installé sous le plancher par un système de panneaux solaires installé sur le toit qui réchauffe un liquide qui circule ensuite dans la maison. Un système géothermique permet de répondre aux besoins excédentaires. Le choix de l'éclairage et des appareils électroménagers s'est aussi fait en fonction de l'efficacité énergétique. À l'intérieur la démonstration se poursuit avec l'usage de produits de consommation ayant reçu une certification environnementale. On y fait aussi une large place à la domotique, ce qui permet d'automatiser le contrôle du chauffage, de l'éclairage, du niveau d'humidité et l'éclairage solaire dans la maison.

### Un marais artificiel

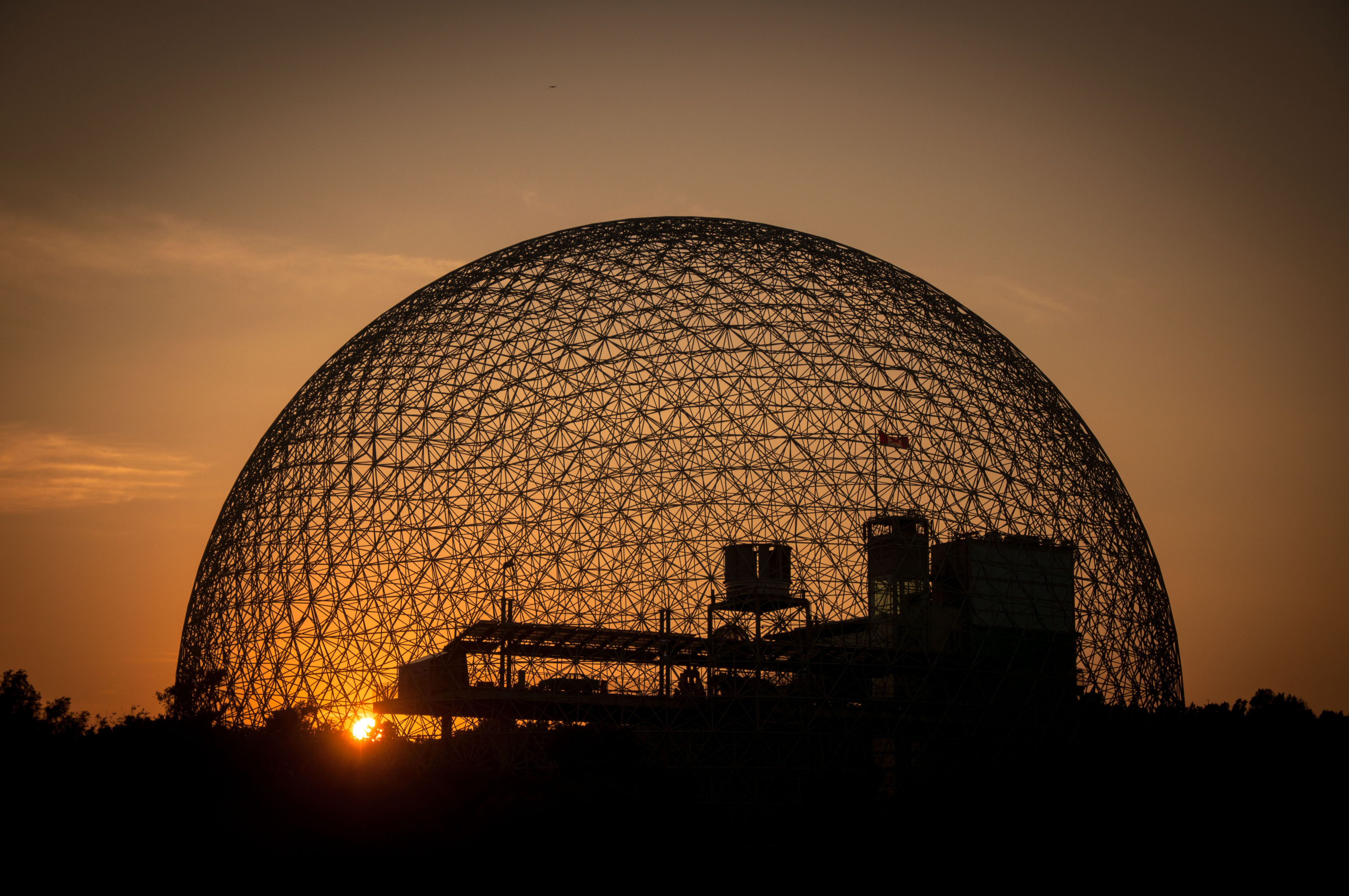
La Biosphère au soleil couchant.

Un marais artificiel a été construit pour traiter les eaux usées de la Biosphère de Montréal. La station d'épuration fait l'objet d'un suivi scientifique complet depuis son ouverture en 1995. L'approche retenue a consisté à choisir une mosaïque de communautés végétales plutôt qu'une seule. Le projet a permis d'établir que ce type de procédé est économique, qu'il ne nécessite pas d'équipement mécanique important ou de soutien énergétique, et qu'il peut s'avérer efficace sous le climat québécois.